# Zodarion petrobium
Zodarion petrobium là một loài nhện trong họ Zodariidae.
Loài này thuộc chi Zodarion. Zodarion petrobium được Peter Mikhailovitch Dunin & Zacharjan miêu tả năm 1991.